# Adriano Balbi
Pour les articles homonymes, voir Balbi.
Adriano Balbi, géographe italien, né à Venise en 1782, mort à Vienne en 1848.

## Biographie
Il était fils d'un gouverneur de l'île de Veglia. Après avoir enseigné en Italie la géographie et la physique, il vint en 1821 à Paris pour y publier d'importants travaux préparés dès longtemps, un Atlas ethnographique du globe, in-folio, où les peuples étaient classés d'après leurs langues, et un Abrégé de Géographie, grand in-8 (1832, réédité en 1872 par Henry Chotard), ouvrage qui se fit remarquer par la nouveauté du plan, l'abondance et l'exactitude des renseignements, et qui devint bientôt classique : il y fonde l'étude de la géographie sur la distinction des bassins. Le gouvernement autrichien l'appela alors à Vienne avec le titre de conseiller pour la géographie et la statistique.
Balbi a donné en outre sous forme de tableaux synoptiques :
- Tableau politico-statistique de l'Europe en 1820 ;
- Balance politique du globe, 1828 ;
- Monarchie française, 1828 ;
- Empire russe, 1829 ;
- Empire britannique, 1830.

## Source
Cet article comprend des extraits du Dictionnaire Bouillet. Il est possible de supprimer cette indication, si le texte reflète le savoir actuel sur ce thème, si les sources sont citées, s'il satisfait aux exigences linguistiques actuelles et s'il ne contient pas de propos qui vont à l'encontre des règles de neutralité de Wikipédia.